# Araneus gundlachi
Araneus gundlachi este o specie de păianjeni din genul Araneus, familia Araneidae. A fost descrisă pentru prima dată de Banks, 1914.
Este endemică în Cuba. Conform Catalogue of Life specia Araneus gundlachi nu are subspecii cunoscute.